# Tabulae Geographicae (Gerhard Mercator)

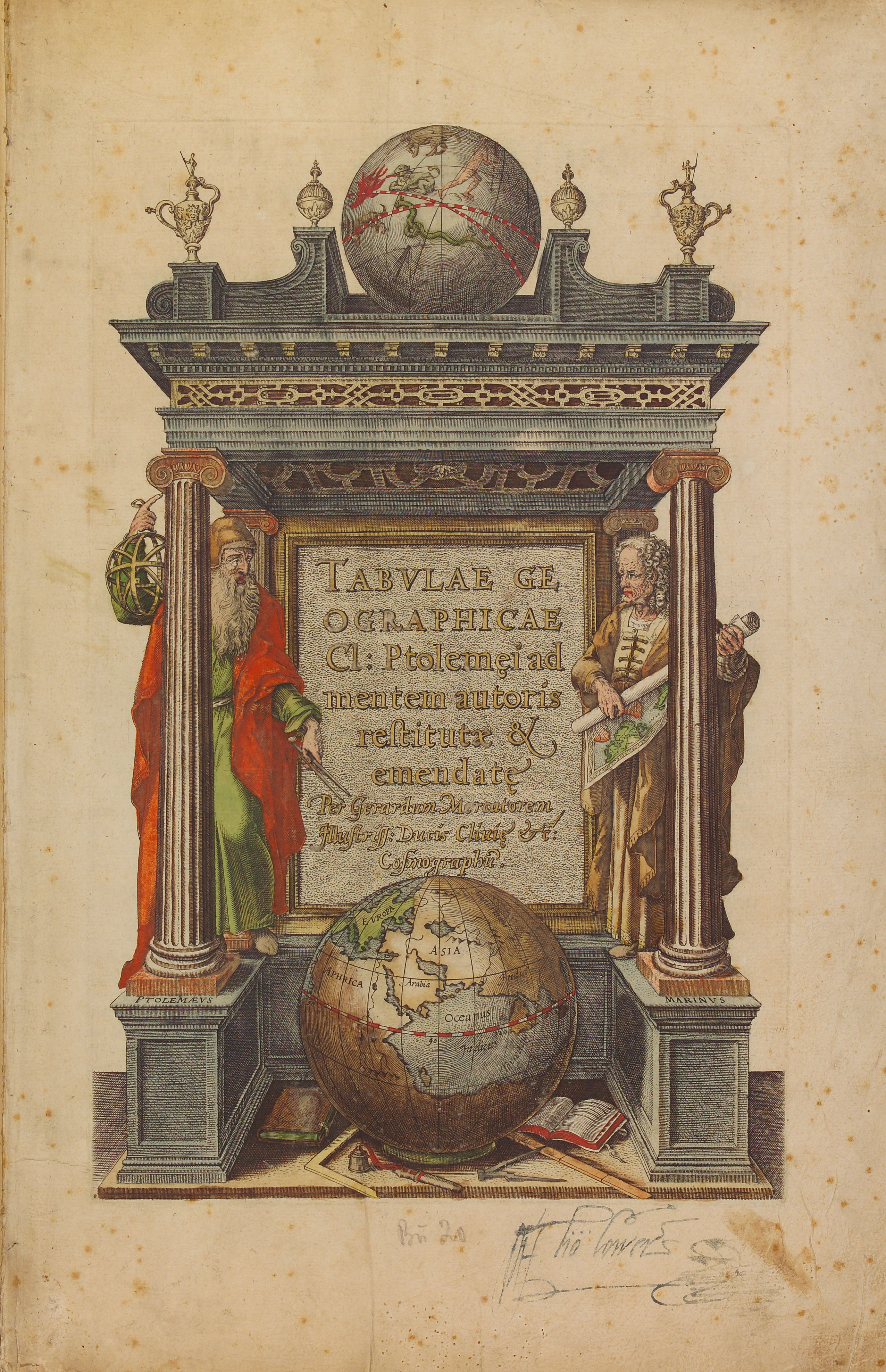
Titelblatt der Erstausgabe von Mercators Ptolemäus-Karten 1578

Unter dem Titel Tabulae Geographicae (Volltitel Tabulae Geographicae Cl. Ptolemei ad mentem autoris restitutae ad emendate) gab der Kartograf Gerhard Mercator 1578 die Kartenwerke des griechischen Geografen Claudius Ptolemäus heraus. In späteren Ausgaben wurde der Titel zu Geographiae libri octo abgewandelt. Bis ins 18. Jahrhundert entstanden insgesamt sechs Auflagen des Werks.

## Geschichte
Der Duisburger Kartograf Gerhard Mercator verfolgte in seinen letzten Lebensjahren die Herausgabe einer umfassenden Kosmografie, die neben einer Chronologie, die 1569 erschien, auch die antiken Erdbeschreibungen enthalten sollte. Obwohl im posthum herausgegebenen Atlas weitere Teile des Opus magnum erschienen, blieb das Werk unvollendet. Allerdings wurden in den Werken der vorhergehenden Jahrzehnte immer wieder Inhalte aufgegriffen, die später als Vorarbeiten oder Teilveröffentlichungen der Kosmografie interpretiert wurden.
Die Herausgabe der Karten des Claudius Ptolemäus kann ebenfalls in eine Reihe mit den anderen Elementen der geplanten Kosmografie gesehen werden. Mercator veröffentlichte 1578 erstmals die Kartentafeln. Die Herausgabe übernahm der Kölner Verleger Gottfried von Kempen. Obwohl der im 2. Jahrhundert verstorbene Kartograf Ptolemäus großen Einfluss auf die Arbeit Mercators hatte, übernahm er die Karten nicht unverändert, sondern überarbeitete sie teilweise stark.
Die Kupferstiche der Karten wurden nicht von Mercator selbst hergestellt, sondern sind als Arbeiten des Sohnes Arnold und dessen Sohnes Johannes anzusehen. Mercator sen. fügte den antiken Karten neue Erläuterungen hinzu. Gewidmet wurde das Werk dem Herzog von Kleve, Wilhelm, der Mercator immer wieder große Unterstützung gewährte. Insgesamt erlebte die Kompilation der antiken Karten sechs Editionen, die letzte Ausgabe entstand noch in der ersten Hälfte des 18. Jahrhunderts. Das Titelblatt der Erstausgabe wurde mit neuem Titel als Einleitungsblatt des Kartenteils im Mercator-Atlas von 1595 wiederverwendet.

## Inhalt
Die erste Ausgabe der Tabulae Geographicae von 1578 umfasste insgesamt 27 in Kupfer gestochene Karten, außerdem wurde eine kleine Karte des Nildeltas angefügt. Die Karten, die von den in der Werkstatt Mercator tätigen Arnold und Johannes Mercator gestochen wurden, weisen jeweils die Maße 46 × 34 cm auf. Mercator verzichtete in dieser ersten Edition auf die vollständige Wiedergabe der bei Ptolemäus angefügten Einleitung. Stattdessen ergänzte er das Werk um einen Ortsnamensindex.
Die Karten erfuhren vor der Veröffentlichung eine starke Überarbeitung. Statt sie als kritische Edition herauszugeben, fügte Mercator den Wissenshorizont seiner Zeit hinzu. Viele Fehler auf den alten Karten wurden berichtigt. Daneben ergänzte Mercator auch viele Eintragungen auf den Karten, so zeichnete er beispielsweise die Standorte der römischen Legionen in die betreffenden Karten mit ein. Ebenfalls wurden Erläuterungen zu einzelnen Themen vermerkt.
Die zweite Ausgabe der Ptolemäus-Karten erschien, ebenfalls in Köln, im Jahr 1584 unter dem Titel Geographiae Libri Octo. Diesmal war dem Kartenwerk der vollständige Einleitungstext vorangestellt worden. Ein lateinischer Begleittext ergänzte die Einleitung. In den folgenden Ausgaben veränderte sich der Titel des Kartenwerkes immer wieder. Daneben erschienen sie mit neuen Kupferstichen, die an die jeweilige Mode angepasst wurden.

## Exemplare

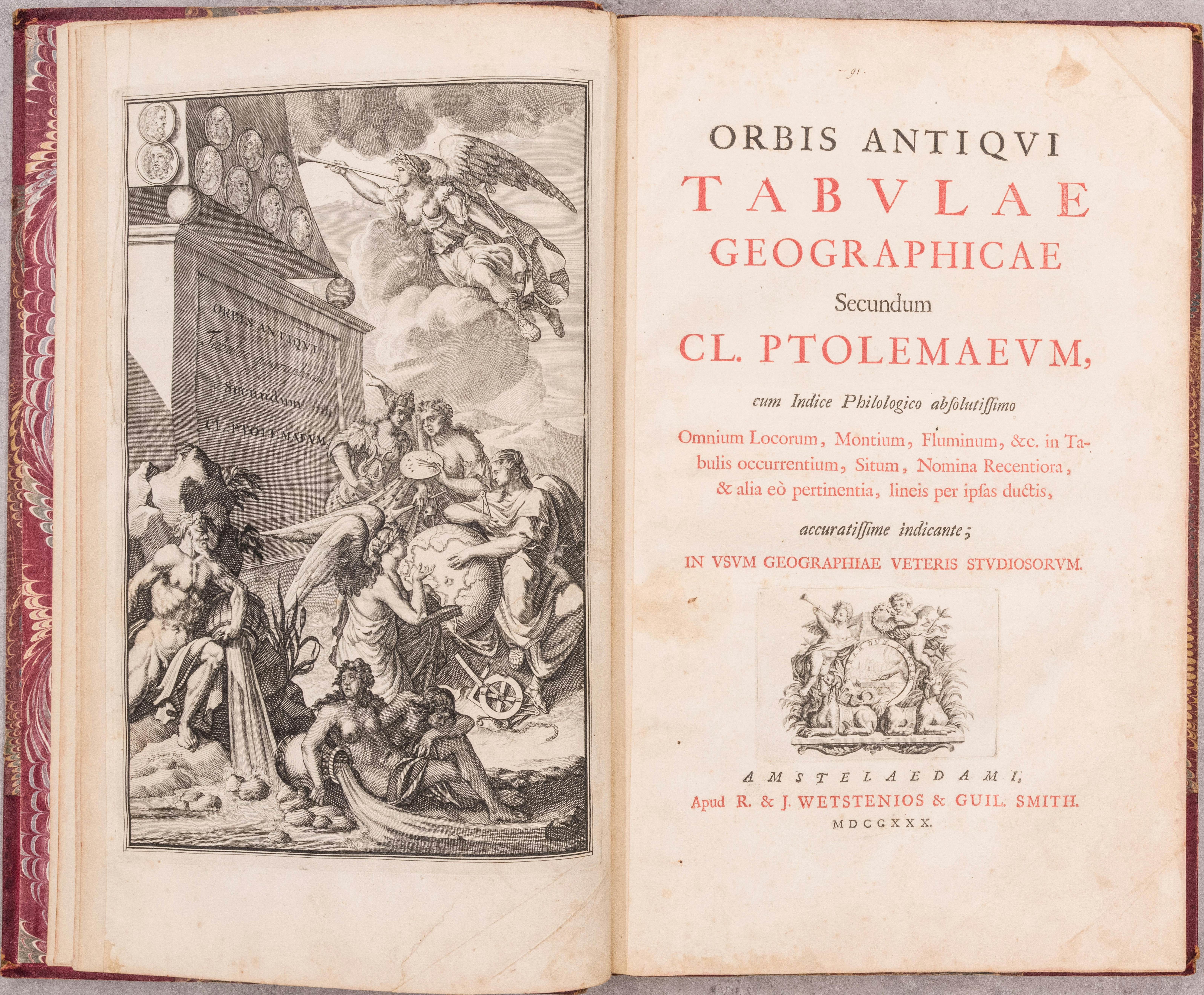
Titelblatt der letzten Ausgabe der Tabulae von 1730

Aufgrund der vielen Neuauflagen, die das Kartenwerk erfuhr, haben sich zahlreiche Exemplare in verschiedenen Museen und Sammlungen erhalten. Einen umfassenden Überblick über die Werkgenese gewährt das Kultur- und Stadthistorische Museum Duisburg, das alle Ausgaben der Tabulae präsentiert. Insbesondere die Ausgabe aus dem 18. Jahrhundert, die in Amsterdam herausgegeben wurde, taucht immer wieder im Kunsthandel auf.